# بوب هاريس (مقدم تلفزيوني)
بوب هاريس (بالإنجليزية: Bob Harris)‏ هو صحفي ومقدم تلفزيوني بريطاني، ولد في 11 أبريل 1946 في نورثامبتون في المملكة المتحدة.

## وصلات خارجية
- الموقع الرسمي
- بوب هاريس على موقع IMDb (الإنجليزية)
- بوب هاريس على موقع ميوزك برينز (الإنجليزية)
- بوب هاريس على موقع ديسكوغز (الإنجليزية)
- بوب هاريس على موقع قاعدة بيانات الفيلم (الإنجليزية)